# کاتنوود کاو (نوادا)
کاتنوود کاو، نوادا (انگلیسی: Cottonwood Cove, Nevada)در مرز شهرستان کلارک، نوادا-آریزونا در ایالات متحده آمریکا است که در ۱۳٫۱ مایلی یا ۲۱ کیلومتری یا ۲۳ دقیقه‌ای شرق سرچلایت، نوادا و ۲۰ کیلومتری شمال لفلین، نوادااست و یک ساعت با لاس وگاس فاصله دارد.